# 25-й запасной истребительный авиационный полк
25-й запасной истребительный авиационный полк (25-й зиап) — учебно-боевая воинская часть Военно-воздушных сил (ВВС) Вооружённых Сил РККА, занимавшаяся обучением, переподготовкой и переучиванием лётного состава строевых частей ВВС РККА в период боевых действий во время Великой Отечественной войны, осуществлявшая подготовку маршевых полков и отдельных экипажей на самолётах ЛаГГ-3 и на самолётах-истребителях английского и американского производства.

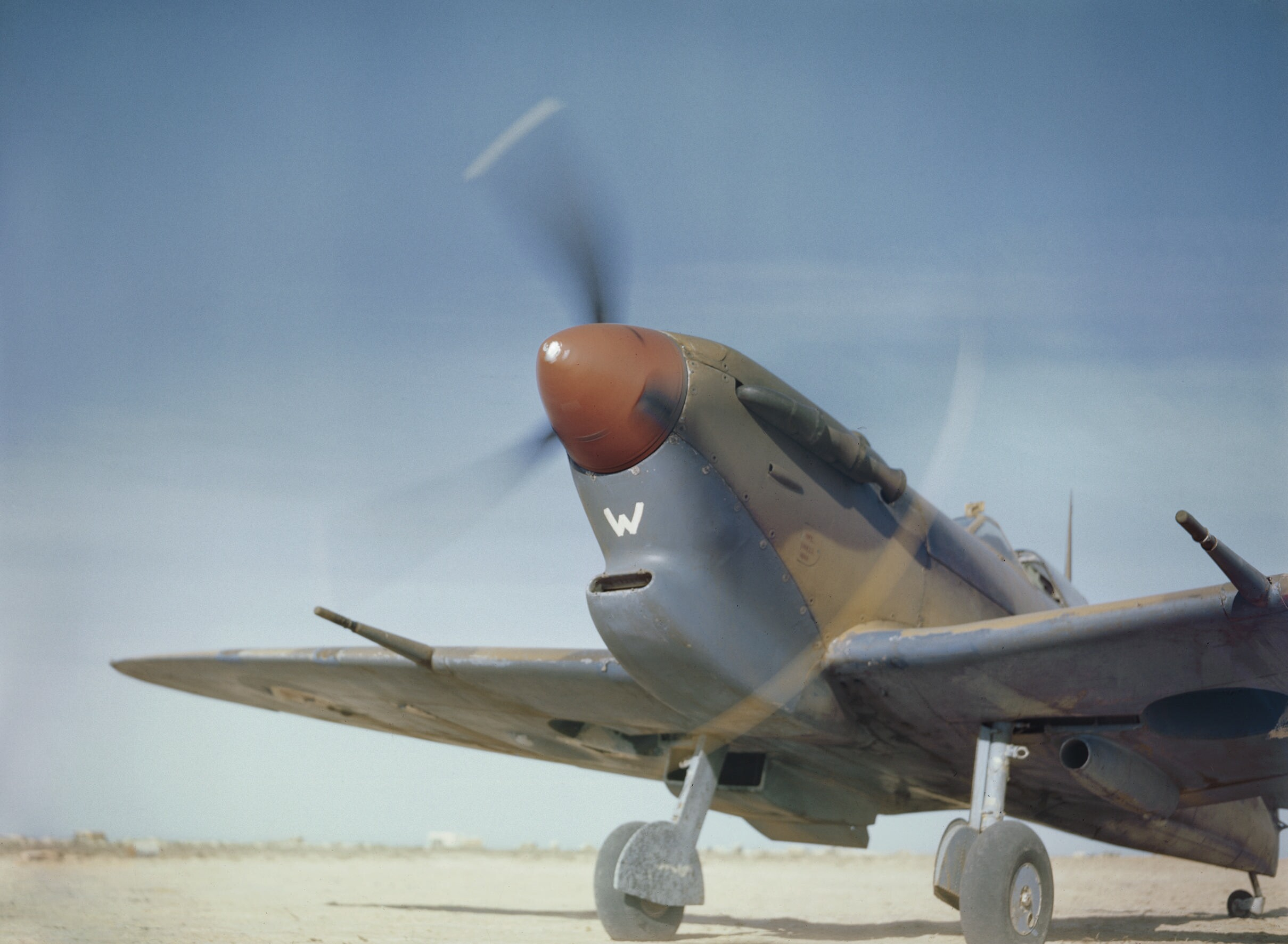
Supermarine Spitfire V

## Наименования полка
- 25-й запасной истребительный авиационный полк

## Создание полка
25-й запасной истребительный авиационный полк сформирован в период с 13 сентября по 30 сентября 1941 года в ВВС Закавказского фронта на аэродроме Кюрдамир Азербайджанской ССР.

## Основное назначение полка
25-й запасной истребительный авиационный полк осуществлял подготовку маршевых полков и отдельных экипажей:
- на самолётах ЛаГГ-3 — с сентября 1941 года по осень 1942 года
- на самолётах английского и американского производства — с 19 ноября 1942 года по 1 февраля 1946 года

## Переформирование и расформирование полка
25-й запасной истребительный авиационный полк 1 февраля 1946 года был расформирован в составе ВВС Тбилисского военного округа в городе Кутаиси.

## В составе соединений и объединений
| Период           | Округ                      | армия      | бригада                          | примечание    |
| ---------------- | -------------------------- | ---------- | -------------------------------- | ------------- |
| 13.09.1941 г.    | Закавказский фронт         | ВВС фронта |                                  |               |
| 30.12.1941 г. г. | Кавказский фронт           | ВВС фронта |                                  |               |
| 30.01.1942 г. г. | Закавказский военный округ | ВВС округа |                                  |               |
| 01.05.1942 г.    | Закавказский фронт         | ВВС фронта |                                  |               |
| 18.10.1943 г.    | Закавказский фронт         | ВВС фронта | 4-я запасная авиационная бригада |               |
| 01.08.1945 г.    | Тбилисский военный округ   | ВВС округа | 4-я запасная авиационная бригада |               |
| 01.02.1946 г.    | Тбилисский военный округ   | ВВС округа | 4-я запасная авиационная бригада | расформирован |

## Подготовка лётчиков
Процесс переучивания лётного состава был типовым: с фронта отводился полк, потерявший большое количество лётного состава, производилось его пополнение до штатных нормативов, лётчики переучивались на новую материальную часть. Полк получал новые самолёты и снова отправлялся на фронт. Таким образом, запасной полк распределял самолёты, поступающие с заводов и с ремонтных баз.
В целях приобретения боевого опыта командно-инструкторский состав запасных авиационных полков направляли в авиационные полки действующей армии.

## Командир полка
| Звание    | Имя                       | Период                  | Примечание |
| --------- | ------------------------- | ----------------------- | ---------- |
| Полковник | Мозговой Сергей Яковлевич | 10.01.1942 — 01.07.1942 |            |
|           | Индюшкин Василий Иванович | 01.07.1942 — 01.03.1945 |            |

## Базирование
| Период                  | Аэродром                      |
| ----------------------- | ----------------------------- |
| 09.1941 — 03.1942       | Кюрдамир Азербайджанской ССР  |
| 03.1942 — 17.03.1944    | Аджикабул Азербайджанской ССР |
| 17.03.1944 — 01.02.1946 | Кутаиси Грузинская ССР        |

## Самолёты на вооружении

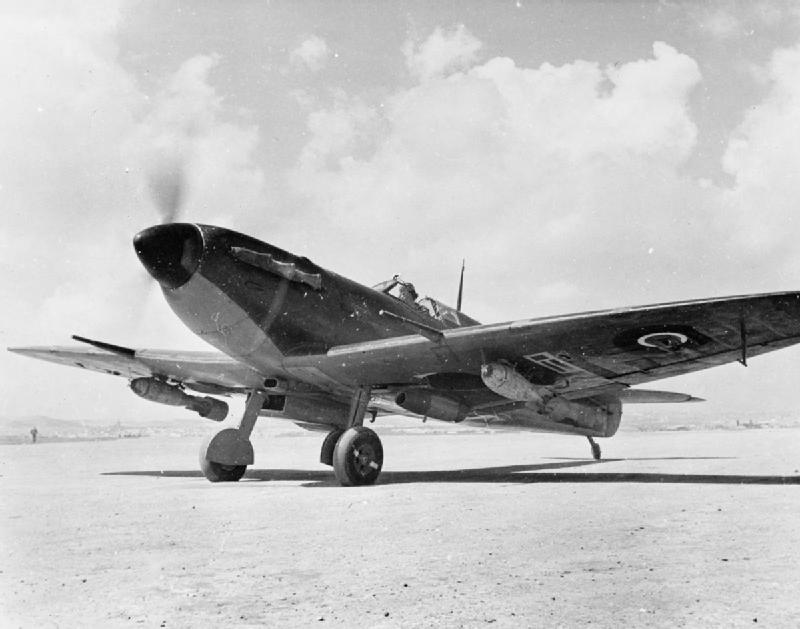
Спитфайр

| Период      | Самолёты               |
| ----------- | ---------------------- |
| 1941 — 1942 | МиГ-3                  |
| 1941 — 1942 | ЛаГГ-3                 |
| 1942 — 1946 | Bell P-39 Airacobra    |
| 1941 — 1944 | Hawker Hurricane       |
| 1942 — 1946 | Киттихаук Curtiss P-40 |
| 1943 — 1943 | Спитфайр               |

## Подготовленные полки

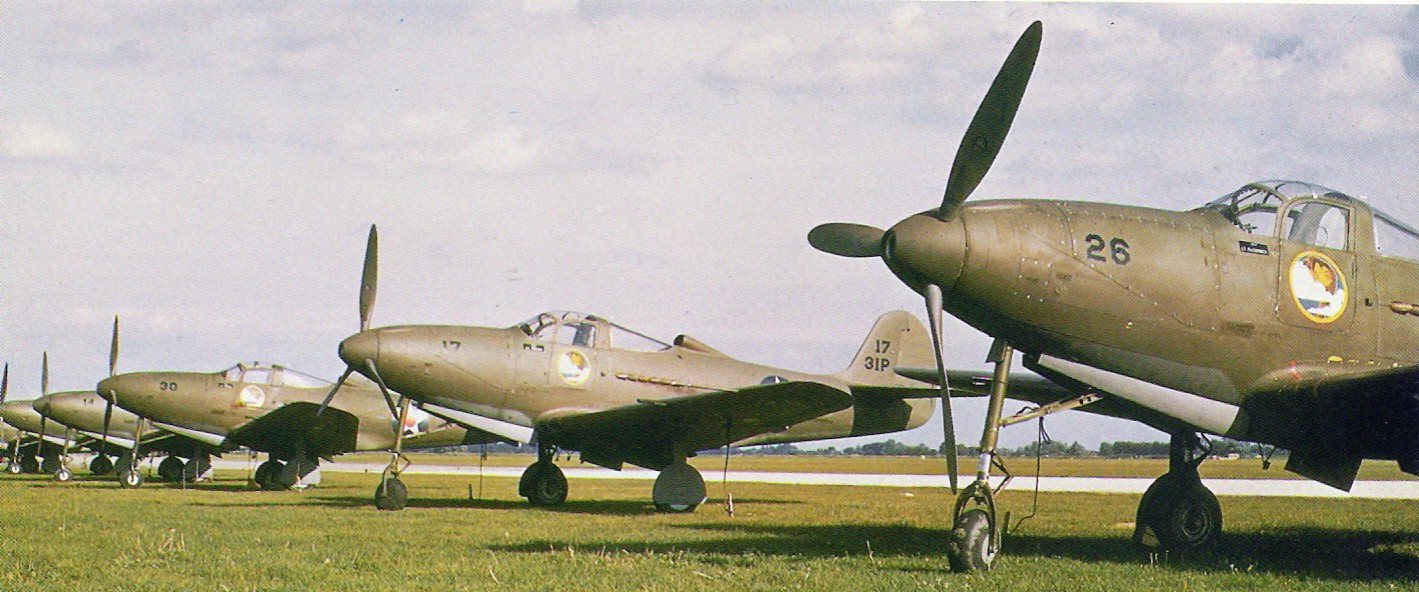
Р-39 Аэрокобра

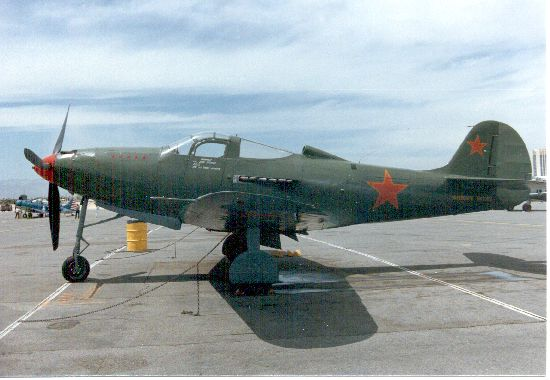
Р-39 Аэрокобра

- 16-й гвардейский истребительный авиационный полк
- 101-й гвардейский истребительный авиационный полк (18.07.1943 — 24.09.1943, «Аэрокобра»)
- 25-й истребительный авиационный полк (27.09.1942 — 07.01.1943)
- 45-й истребительный авиационный полк (20.09.1942 — 20.02.1943, «Аэрокобра» и «Киттихаук»)
- 66-й истребительный авиационный полк (28.03.1943 — 16.10.1943, «Аэрокобра»)
- 92-й истребительный авиационный полк (15.10.1941 г. — 28.12.1941 г., ЛаГГ-3)
- 164-й истребительный авиационный полк (06.07.1942 — 08.11.1942, доукомплектован)
- 166-й истребительный авиационный полк
- 170-й истребительный авиационный полк (20.08.1942 — 23.01.1943, расформирован, личный состав направлен на укомплектование 164-го и 166-го иап, а также в 25-го зиап)
- 192-й истребительный авиационный полк
- 246-й истребительный авиационный полк (16.06.1942 — 01.10.1942 г., ЛаГГ-3)
- 247-й истребительный авиационный полк
- 263-й истребительный авиационный полк
- 268-й истребительный авиационный полк (05.09.1942 — 15.07.1943, переформирован, Curtiss P-40 («Киттихаук»))
- 269-й истребительный авиационный полк (01.05.1942 — 01.07.1942, переформирован, ЛаГГ-3)
- 270-й истребительный авиационный полк
- 274-й истребительный авиационный полк
- 295-й истребительный авиационный полк (второго формирования)
- 298-й истребительный авиационный полк (с 20.10.1942 г. по 16.02.1943 г., переучен на Р-39 Аэрокобра)
- 425-й истребительный авиационный полк (02.11.1941 — 23.12.1941, ЛаГГ-3)
- 494-й истребительный авиационный полк (с 19.03.1943 по 13.08.1943 г., переучен на Р-39 Аэрокобра)
- 743-й истребительный авиационный полк (с 22.05.1942 по 21.09.1942 г., переформирован, ЛаГГ-3)
- 773-й истребительный авиационный полк
- 789-й истребительный авиационный полк (с 08.03.1942 г. по 28.03.1942 г., ЛаГГ-3)
- 821-й истребительный авиационный полк
- 822-й истребительный авиационный полк (с 22.12.1941 г. по 13.06.1942 г., МиГ-3, ЛаГГ-3)
- 824-й истребительный авиационный полк (с 16.10.1941 г. по 03.06.1942 г.)
- 931-й истребительный авиационный полк (с 30.12.1942 г. по 24.02.1943 г., расформирован).

## Награды
- 268-й истребительный авиационный полк ПВО за образцовое выполнение боевых заданий командования на фронте борьбы с немецкими захватчиками и проявленные при этом доблесть и мужество Указом Президиума Верховного Совета СССР от 13 декабря 1942 года награждён орденом Красного Знамени.